# Xã Grove, Quận Humboldt, Iowa
Xã Grove (tiếng Anh: Grove Township) là một xã thuộc quận Humboldt, tiểu bang Iowa, Hoa Kỳ. Năm 2010, dân số của xã này là 297 người.